# Race of Champions 1972
Race of Champions 1972 je bila neprvenstvena dirka Formule 1 v sezoni 1972. Odvijala se je 19. marca 1972 na dirkališču Brands Hatch.

## Rezultati

### Dirka
† - dirkalnik Formule 5000.
| Poz | Št | Dirkač               | Konstruktor             | Krogi | Čas/Odstop      | Št. m. |
| --- | -- | -------------------- | ----------------------- | ----- | --------------- | ------ |
| 1   |    | Emerson Fittipaldi   | Lotus-Ford              | 40    | 56:40,6         | 1      |
| 2   |    | Mike Hailwood        | Surtees-Ford            | 40    | + 13,4 s        | 3      |
| 3   |    | Denny Hulme          | McLaren-Ford            | 40    | + 25,1 s        | 4      |
| 4   |    | Peter Gethin         | BRM                     | 40    | + 25,7 s        | 2      |
| 5   |    | Tim Schenken         | Surtees-Ford            | 40    | + 26,4 s        | 7      |
| 6   |    | Jean-Pierre Beltoise | BRM                     | 40    | + 26,8 s        | 9      |
| 7   |    | Howden Ganley        | BRM                     | 40    | + 34,1 s        | 6      |
| 8   |    | Peter Revson         | McLaren-Ford            | 40    | + 53,2 s        | 5      |
| 9   |    | David Walker         | Lotus-Ford              | 40    | + 1:24,2        | 10     |
| 10  |    | Alan Rollinson       | Lola-Chevrolet †        | 39    | +1 krog         | 16     |
| 11  |    | Rolf Stommelen       | Eifelland March-Ford    | 39    | +1 krog         | 12     |
| 12  |    | Ronnie Peterson      | Lotus-Ford              | 39    | +1 krog         | 8      |
| 13  |    | Teddy Pilette        | McLaren-Chevrolet †     | 38    | +2 kroga        | 19     |
| 14  |    | Ray Allen            | McLaren-Chevrolet †     | 37    | +3 krogi        | 18     |
| Ods |    | Brian Redman         | McLaren-Chevrolet †     | 35    | Trčenje         | 15     |
| Ods |    | Gijs van Lennep      | Surtees-Chevrolet †     | 18    | Vzmetenje       | 14     |
| Ods |    | Mike Beuttler        | March-Ford              | 3     | Črpalka za olje | 11     |
| DSQ |    | Graham McRae         | Leda Modran-Chevrolet † | 0     | Diskvalificiran | 13     |
| WD  |    | Keith Holland        | McLaren-Chevrolet †     | 0     | Umik            | 17     |